# Мастер избранник девяти

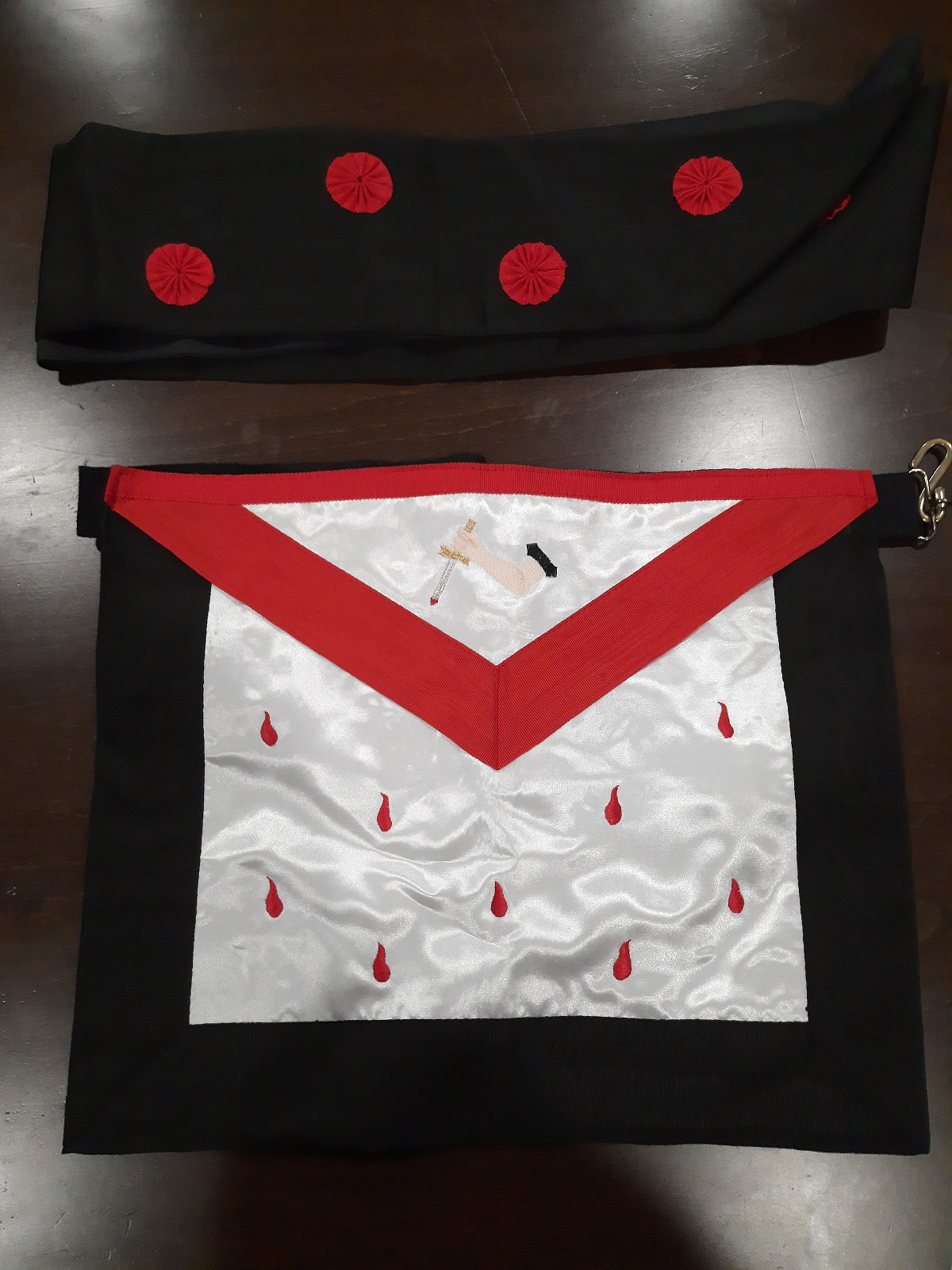
Лента и запон степени мастер избранник девяти, 9°

Мастер избранник девяти — 9° в Древнем и принятом шотландском уставе. Он является вторым градусом после тайного мастера в который проводится полный ритуал посвящения. А все промежуточные градусы проходятся по коммуникации (то есть с коротким описанием легенды градусов). 9° также входит в систему градусов ложи совершенства.

## История
Степень мастера избранника девяти изначально была в Уставе Королевской тайны. В 1783 году в Чарльстоне, США, была проведена реформа Устава Королевской тайны, в ходе которой С. Майерс и С. Форст, к 25-градусной системе Устава Королевской тайны добавили ещё 8 градусов, после чего 9° переместился в новый устав и остался на прежнем месте, не изменив ничего в своём названии.

## Легенда градуса
Царь Соломон избрал девятерых мастеров, которые должны были отыскать преступников и привести их в суд. Цель этого градуса — научить нас тому, что нельзя позволять себе уклоняться от цели в страстном порыве рвения, пусть и благого, а также брать на себя обязанности наказывать провинившихся, пусть это и следует сделать, ибо они нарушили человеческие или Господни законы.

## Урок градуса
Этот градус напоминает нам о том, что во все века человек искал Бога, где только мог, и поклонялся Ему на многих языках, но Вселенское служение Господу — в служении своему ближнему.